# Mike McCoy (giocatore di baseball)
Michael Howard McCoy (San Diego, 2 aprile 1981) è un ex giocatore di baseball e allenatore di baseball statunitense, attuale assistant hitting coach dei San Diego Padres (MLB)..
Prima di intraprendere la carriera da allenatore, McCoy è stato un giocatore in MLB con i Colorado Rockies e i Toronto Blue Jays, avendo la particolarità di adattarsi a qualsiasi ruolo sul diamante, eccetto quelli di catcher e di prima base.